# Otto von Guericke

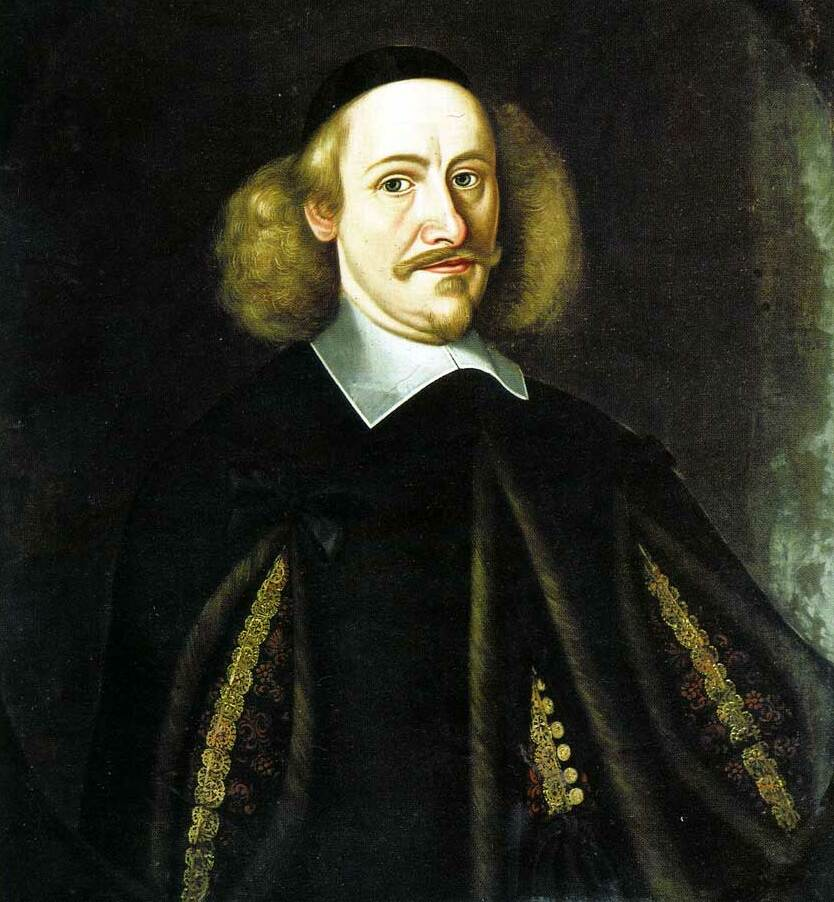
Otto von Guericke – Porträt von Anselm van Hulle

Otto Guericke, eigentlich Otto Gericke, ab 1666 von Guericke (Ausspracheⓘ) (* 20. Novemberjul. / 30. November 1602greg. in Magdeburg; † 11. Maijul. / 21. Mai 1686greg. in Hamburg) war ein deutscher Politiker, Jurist, Physiker und Erfinder. Bekannt ist er vor allem für seine Experimente zum Luftdruck mit den Magdeburger Halbkugeln. Er gilt als Begründer der Vakuumtechnik.

## Leben

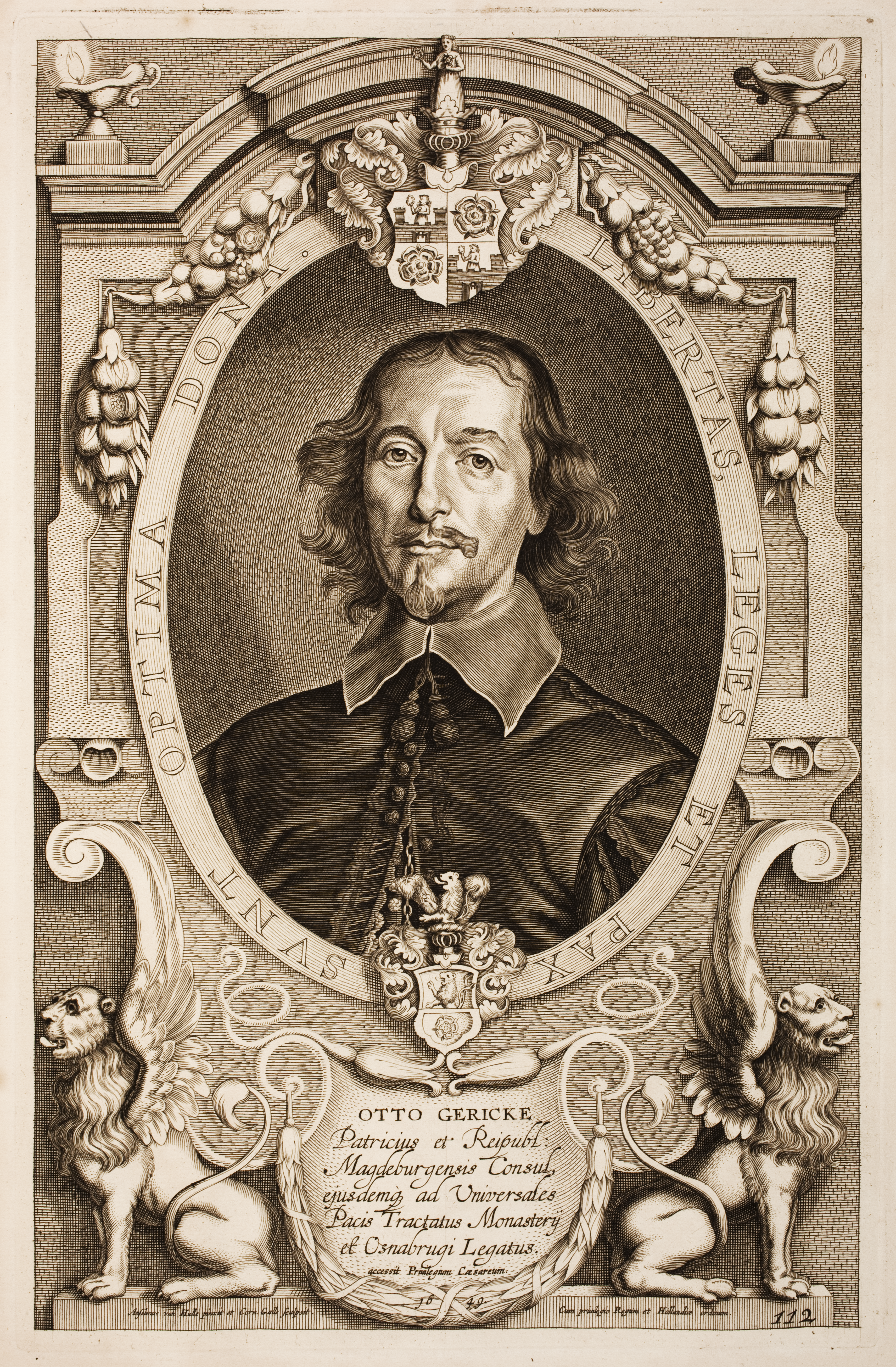
Otto von Guericke – Stich nach A. van Hulle

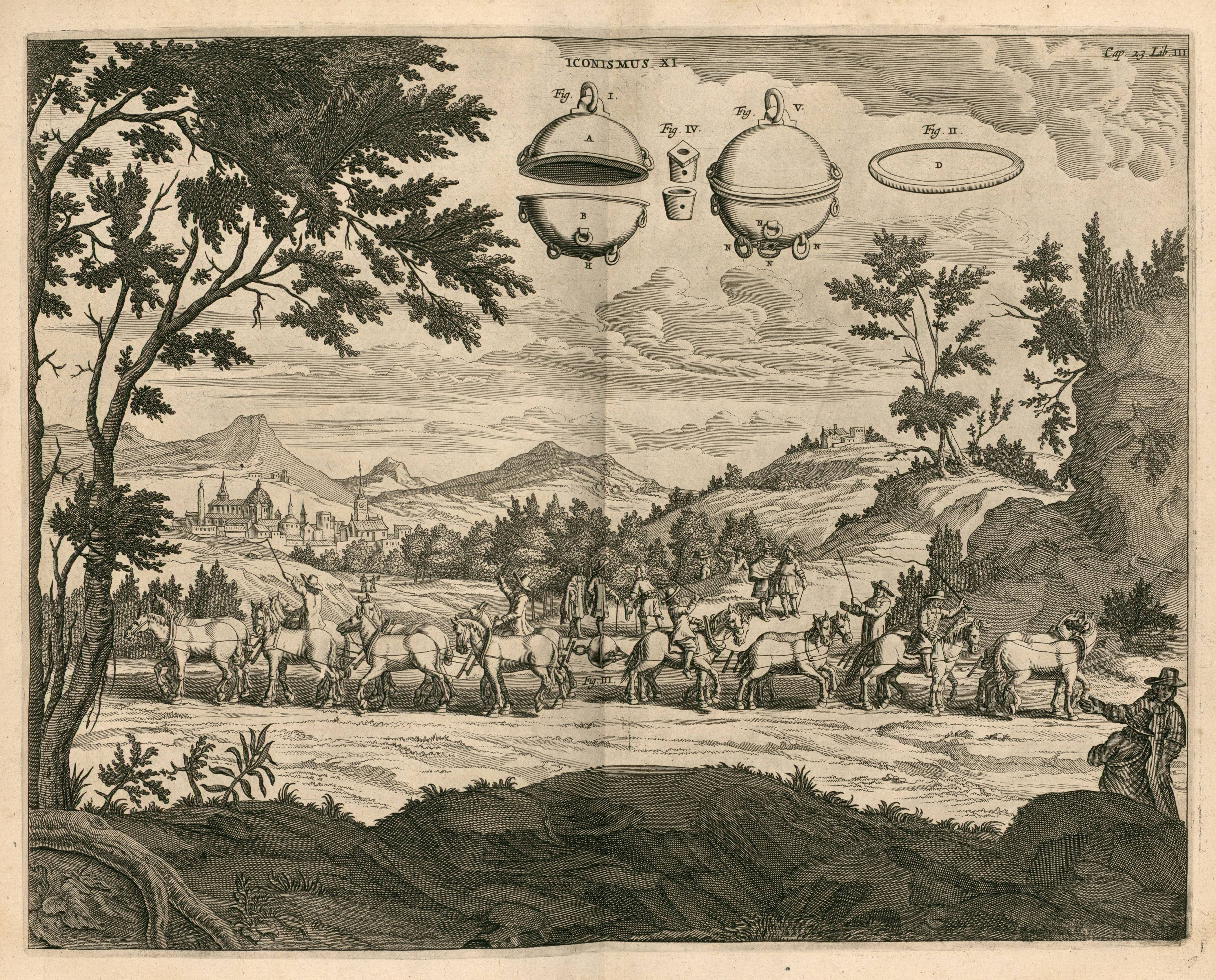
Stich von Caspar Schott zum Halbkugel-Experiment Guerickes

Guericke entstammt als einziger Sohn der am 15. Januar 1602 geschlossenen Ehe des Hans Gericke (1555–1620), Ratskämmerer und späterer Schultheiß zu Magdeburg, und der vermögenden Patriziertochter Anna von Zweydorff aus Braunschweig (1580–1666). Otto von Guerickes Großvater mütterlicherseits, Conradus von Plauen, finanzierte sein Studium für die Dauer von sechs Jahren. Er studierte von 1617 bis 1619 an der Universität in Leipzig an der Artistenfakultät, einige Wochen an der Universität Helmstedt und im Fachstudium Jura an der Universität Jena von 1621 bis 1623 sowie 1623 bis 1624 in Leiden Jura und Festungsbau.
Es folgte eine Bildungsreise (oder Kavalierstour) durch England und Frankreich. Im November 1625 war er zurück in Magdeburg. Am 18. September 1626 heiratete er Margaretha Alemann, Tochter des Ratsherren Jacob Alemann. Mit ihr hatte er drei Kinder: Anna Catharina (geb. August 1627, gest. 13. Oktober 1627), Otto junior (geb. 23. Oktober 1628, gest. 1704) und Jakob Christoph (geb. 1630, gest. 1632). Im selben Jahr wurde er in den Rat seiner Heimatstadt gewählt. Als Ratsherr nahm er die Funktion eines Bauherren und im Verteidigungsfall 1629 und 1630/1631 die eines Schutzherren wahr. Nach der Zerstörung der Stadt im Jahr 1631 trat er als Festungsbauingenieur in Erfurt und ab 1632 in Magdeburg in schwedische Dienste. Von 1636 bis 1646 arbeitete er in Magdeburg außerdem im kursächsischen Dienst. 1646 wurde er nach ersten diplomatischen Erfolgen zu einem der vier Bürgermeister der Alten Stadt Magdeburg gewählt. 1652 (sieben Jahre nach dem Tod seiner ersten Frau) heiratete er Dorothea Lentke, die Tochter seines Amtskollegen Stephan von Lentke. Diese Ehe blieb kinderlos.
Von 1642 bis 1663 war er im Auftrag der Stadt in diplomatischen Missionen unterwegs. Dazu gehörte die Teilnahme an den Verhandlungen zum Westfälischen Frieden, zum Exekutionstag in Nürnberg 1649/1650 und zum Reichstag in Regensburg 1653/1654.
Etwa von 1645 an stellte er, angeregt durch die Diskussion zur Astronomie, Untersuchungen zur Pneumatik an, für die er berühmt werden sollte. Bereits 1656 begann ein reger Briefwechsel mit dem Professor für Philosophie und Mathematik in Würzburg. Caspar Schott veröffentlichte 1657 sein Werk Mechanica hydraulico-pneumatica, das den Anhang Neuer Magdeburger Versuch beinhaltet. Dies ist die erste Veröffentlichung von Otto von Guericke. 1664 veröffentlichte Caspar Schott ein weiteres Werk Technica curiosa in Würzburg. Es enthält die zweite Veröffentlichung von Otto von Guericke. 1663 stellte er das Manuskript der Experimenta nova… fertig, brachte es aber erst 1672 in Amsterdam in Druck.
Am 4. Januar 1666 wurde er durch Kaiser Leopold I. geadelt, wobei er seinem Nachnamen ein u (Otto von Guericke) hinzufügte, damit er auch von ausländischen Diplomaten richtig ausgesprochen werden konnte, da Französisch zu dieser Zeit als aufkommende Sprache der Diplomaten genutzt wurde und dadurch sein Name im Französischen wie Deutschen gleich ausgesprochen wurde.
1676 lehnte er aus gesundheitlichen Gründen die turnusmäßige Übernahme des Bürgermeisteramtes ab. 1678 wurde er vom Rat „pro emerito“ erklärt. 1681 siedelte er, als in Magdeburg die Pest ausbrach, zu seinem Sohn nach Hamburg über, nachdem ihm die ehrenhalber gewährte Steuerfreiheit in Magdeburg wieder gestrichen worden war. In Hamburg starb Guericke 1686. Nach der Überführung seiner Gebeine nach Magdeburg wurde er am 2. Juli 1686 in der Johanniskirche in die Alemann/Guericke-Gruft beigesetzt. In der napoleonischen Zeit, in der die Kirche Hals über Kopf in ein Lazarett umgewandelt wurde, ist die Gruft beseitigt worden. Die Gebeine wurden vor den Stadttoren in Großgräbern beerdigt. Die Gruft kann trotzdem noch heute besucht werden. Der Grabstein seiner ersten Frau wurde vor einigen Jahren in der Johanniskirche gefunden.

## Leistung

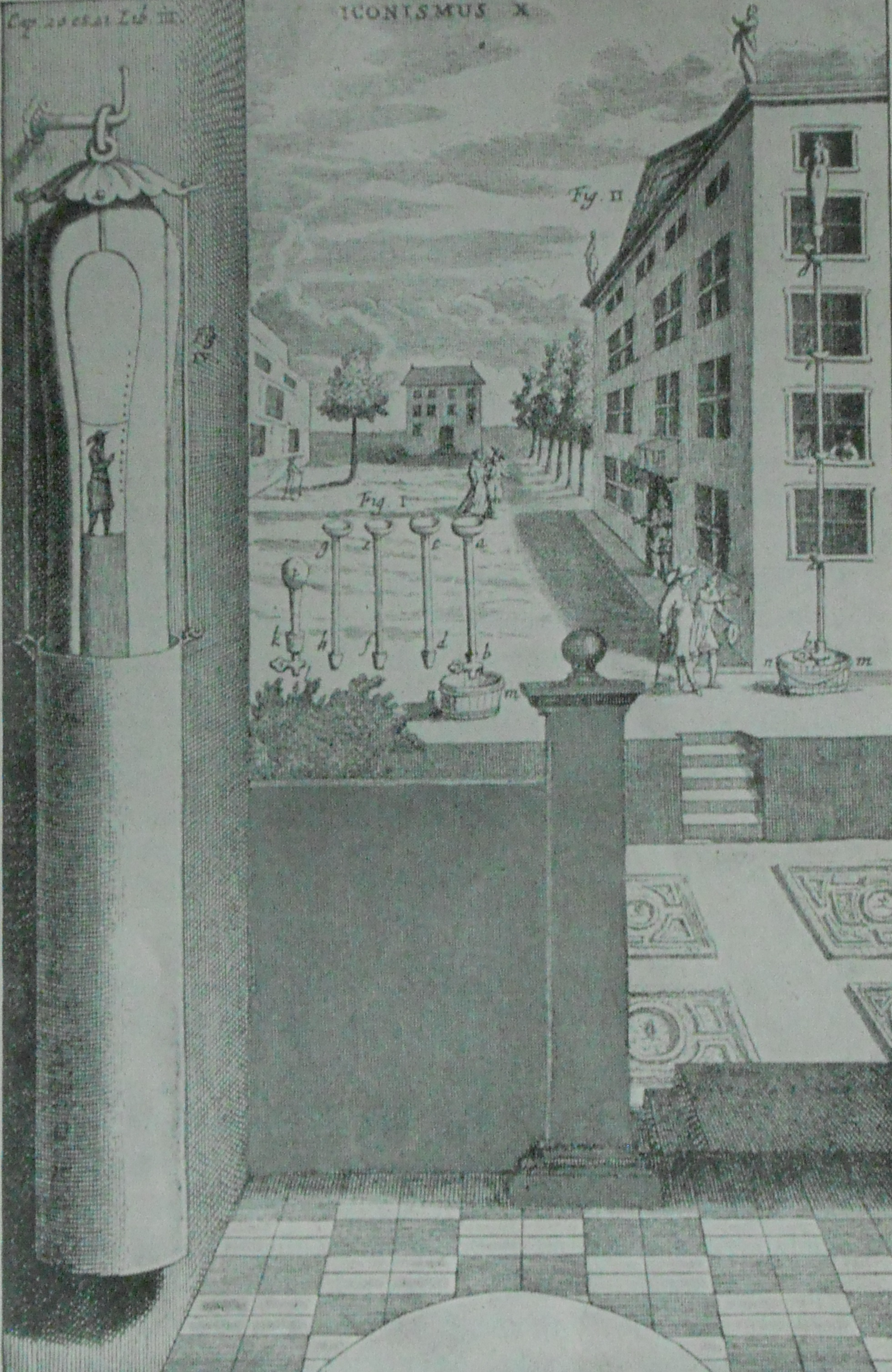
Das Wasserbarometer nach Guericke

Seine wissenschaftliche Hauptleistung ist die Begründung der Vakuumtechnik.
Er erfand 1649 die Kolbenvakuumluftpumpe und 1650 die Luftwaage, untersuchte die Eigenschaften des (Teil-)Vakuums in einer Vielzahl von Versuchen und schuf Anwendungen wie den Hebeversuch und die Windbüchse. Dabei konnte er zeigen, dass wohl Licht den luftleeren Raum durchdringt, nicht aber der Schall.
In der Öffentlichkeit demonstrierte er die Kraft des Luftdrucks mit spektakulären Experimenten. Besondere Aufmerksamkeit erzielte er 1654, als er auf dem Haidplatz in Regensburg anlässlich eines Reichstags in Anwesenheit von Kaiser Ferdinand III. und vieler Fürsten spektakuläre Experimente zur Wirkung des Luftdrucks vorführen ließ. Guericke hatte im Sommer 1657 zwei große Halbkugeln (¾ Magdeburger Elle) aus Kupfer (Magdeburger Halbkugeln) mittels einer Dichtung zusammengelegt und pumpte die Luft aus dem Inneren heraus. Anschließend wurden vor jede Halbkugel nacheinander acht Pferde gespannt, die sie auseinanderreißen sollten, was aber nicht gelang. Als die Kugeln wieder mit Luft gefüllt wurden, fielen sie von allein auseinander. Bei einem anderen Versuch hatte Guericke einen Zylinder mit beweglichem Kolben aufstellen lassen. An dem Kolben wurde ein Seil befestigt, das über eine Umlenkrolle lief und von 50 Männern festgehalten wurde. Als Guericke die Luft aus dem Zylinder absaugte, konnten die Männer den Kolben nicht am Absinken hindern, da der atmosphärische Luftdruck gegen ein Vakuum stärker war. Das war die folgenreiche Erfindung seiner Hebemaschine.
Mit seinen Versuchen bestätigte Guericke Schlüsse, die zehn Jahre zuvor Blaise Pascal aus dem Experiment Leere in der Leere gezogen hatte. Weiterhin zeigten seine Experimente und Erfindungen, dass die Natur ein Vakuum kennt. Die von Aristoteles postulierte „Abscheu der Natur vor der Leere“ (Horror Vacui) war damit widerlegt.
1632 fertigte er einen maßstäblichen Stadtplan seiner Heimatstadt an. Guericke setzte ein Barometer zur Wettervorhersage ein und war damit Wegbereiter der Meteorologie. Er baute auch ein 10 m hohes Wasserbarometer am Magdeburger Rathaus. Für 1660 ist die Vorhersage eines Unwetters bekannt, das dann auch eintraf.
Guericke werden auch neue Erkenntnisse auf dem Gebiet der Elektrizität zugeschrieben. Dies beruht auf von ihm zuerst 1672 publizierten Experimenten mit einer Schwefelkugel, in denen er versuchte, die von ihm postulierten kosmischen Wirkkräfte nachzuweisen. Hier beschreibt Guericke unter anderem Anziehungs- und Abstoßungserscheinungen, die wir heute als elektrische Phänomene verstehen. Sein Versuchsaufbau wird deshalb auch gelegentlich als erste Elektrisiermaschine beschrieben. Solche Zuschreibungen sind allerdings problematisch, da Guericke hier andere Kräfte wirken sah, die später nicht mehr angenommen wurden. Es ist daher anzuzweifeln, ob Guericke aus den beobachteten Phänomenen Wissen über elektrische Zusammenhänge erlangt hat.
Er beschäftigte sich auch mit Astronomie und stellte als erster die Behauptung auf, dass sich der Zeitpunkt der Wiederkehr eines Kometen bestimmen lassen müsse.

## Würdigungen

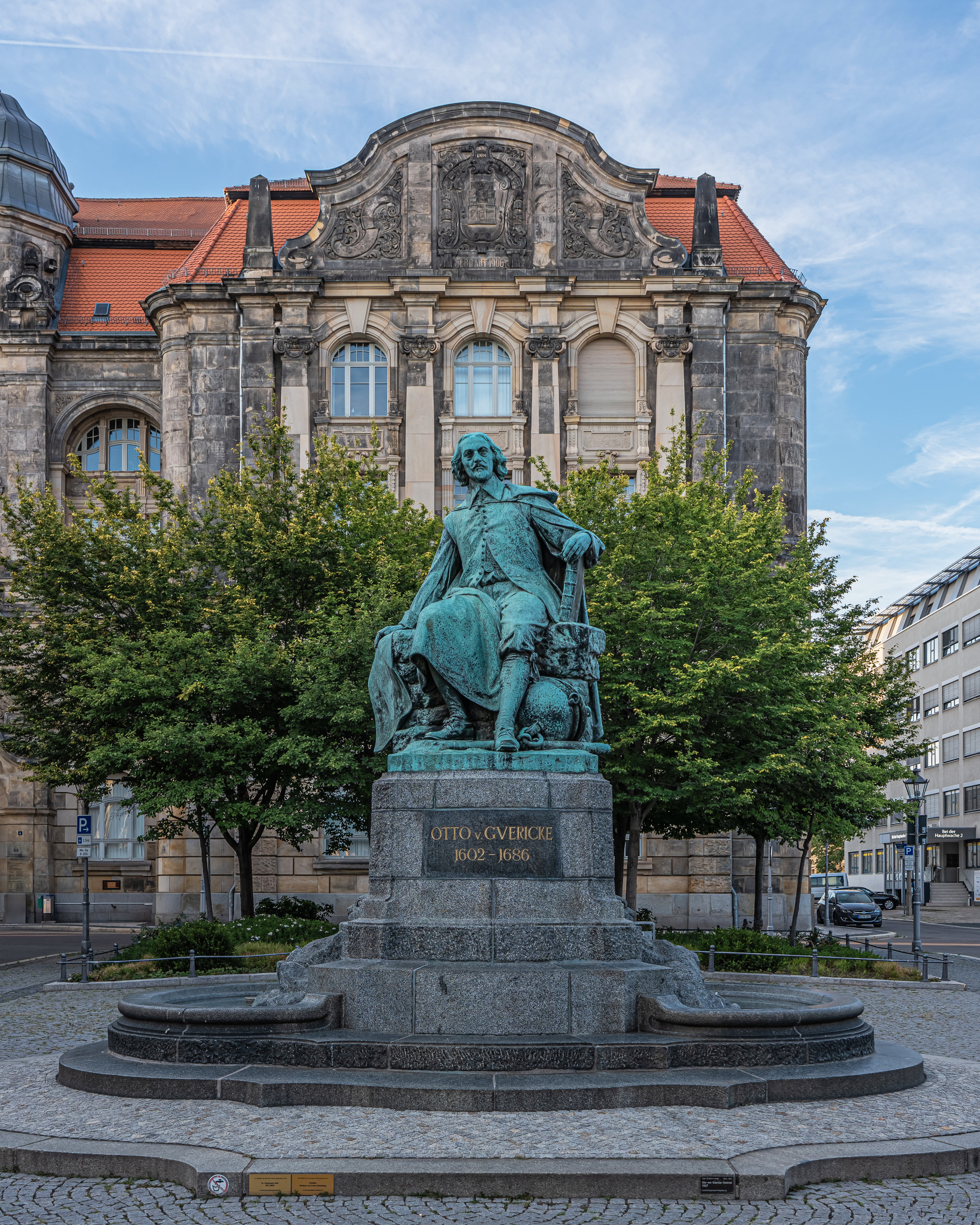
Denkmal Otto von Guerickes in Magdeburg, gefertigt durch den Bildhauer Carl Friedrich Echtermeier anlässlich des 250. Todestages

- Die Universität von Magdeburg trägt als Otto-von-Guericke-Universität Magdeburg seinen Namen, ebenso wie die zuvor bestehende Technische Hochschule Magdeburg. Seit 1831 beriefen sich die Magdeburger Bürgermeister und die Stadt auf ihren großen Sohn. Seine Büste wurde 1842 in der Walhalla bei Regensburg aufgestellt. Geschaffen wurde sie bereits 1811 von Johann Balthasar Jacob Rathgeber.
- Die Luftpumpentaler von 1702 sind die ersten Gepräge mit der Darstellung des Trennungsversuchs der Guerickeschen Halbkugeln sowie die ersten Gepräge überhaupt mit Bezug auf Otto von Guericke. Obwohl er international berühmt war, hat es eine ihm oder seinen Erfindungen gewidmete Münze oder Medaille zu seinen Lebzeiten nicht gegeben.
- Die 1868 gegründete „Städtische höhere Gewerbeschule, Realschule II. Ordnung“ trug von 1879 bis zu ihrer Schließung 2007 den Namen Otto-von-Guericke-Gymnasium.
- 1907 erhielt Guericke sein eigenes Denkmal nahe dem Magdeburger Rathaus. Seine Heimatstadt Magdeburg und viele andere deutsche Städte benannten ihm zu Ehren zentrale Straßen nach ihm.
- Die Otto-von-Guericke-Gesellschaft und -Stiftung pflegen sein Erbe. Im Otto-von-Guericke-Museum in der Lukasklause, Magdeburg, sind seine Experimente originalgetreu nachvollziehbar.
- Der Mondkrater Guericke wurde nach ihm benannt.
- 2000 wurde der Asteroid (11537) Guericke nach ihm benannt.
- 1936 brachte die Deutsche Reichspost eine Sonderbriefmarke zum 250. Todestag von Otto von Guericke heraus
- 2002 gab die Deutsche Post AG eine Sonderbriefmarke zu seinem 400. Geburtstag heraus.[7] Zehn Jahre später zeigte die Suchmaschine Google ein Google Doodle, das sich an die oben gezeigte Darstellung von Caspar Schott anlehnte.[8]
- Die Arbeitsgemeinschaft industrieller Forschungsvereinigungen (AiF) trägt den Beinamen „Otto von Guericke“ und vergibt den Otto von Guericke-Preis.[9]
- 2002 wurde in Magdeburg die von Thomas Virnich geschaffene Großplastik zum Magdeburger Halbkugelversuch eingeweiht.[10]
- 2016 wurde im Industriegebiet von Hanau ein Platz nach ihm benannt.[11]

## Werke

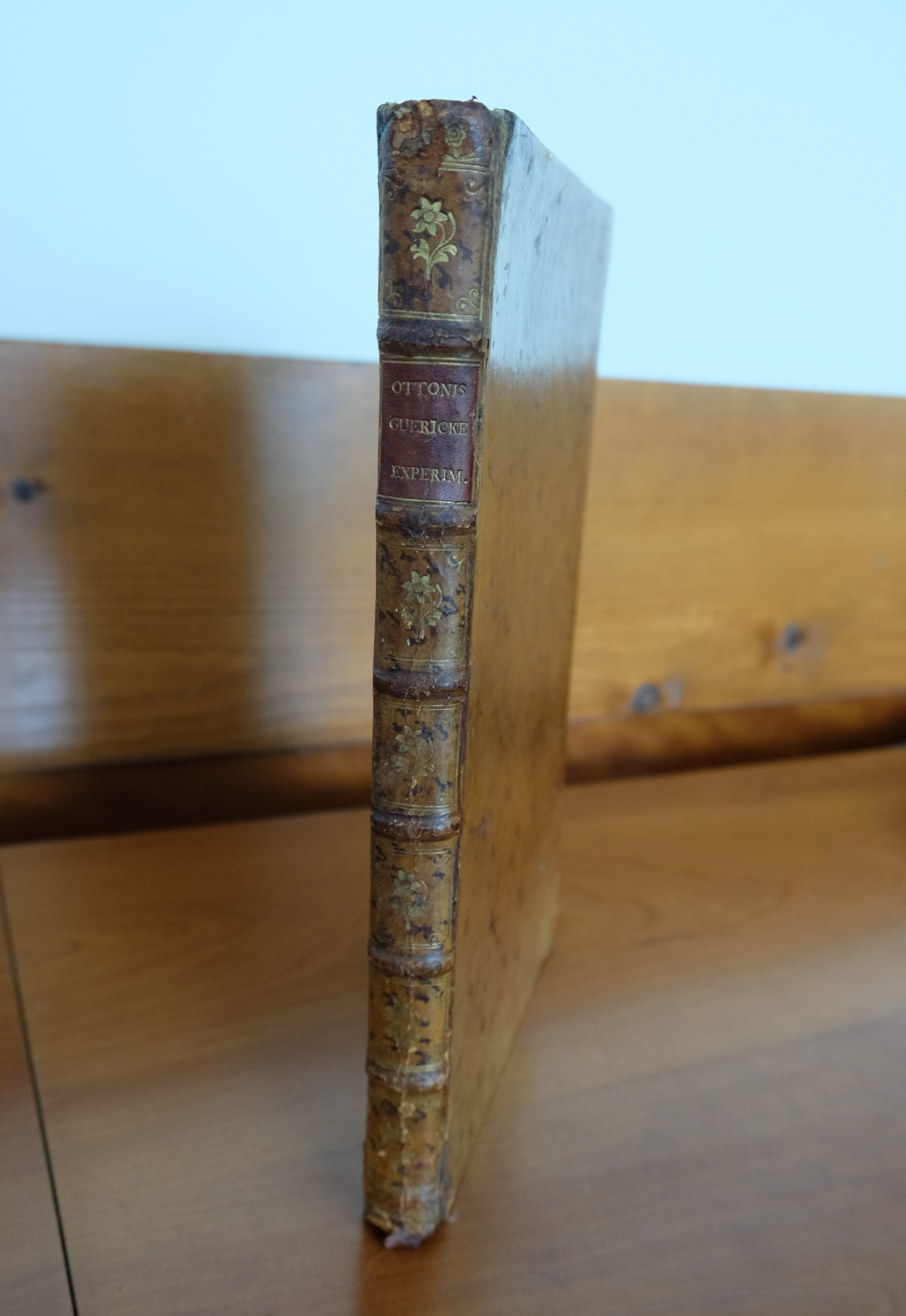
„Experimenta Nova Magdeburgica de Vacuo Spatio“ von 1672 im American Institute of Physics

- Ottonis de Guericke: Experimenta Nova (ut vocantur) Magdeburgica de Vacuo Spatio. Bd.II/1/1, Waesberge, Amsterdam 1672; Faksimile, Stekovics, Halle a. d. Saale 2002, ISBN 3-89923-015-9; Digitalisat der Herzog August Bibliothek; Digitalisat (Memento vom 25. Oktober 2014 im Internet Archive) der Bibliothek der Ohm-Hochschule Nürnberg (PDF; 30,5 MB)
- Otto von Guericke: Neue „Magdeburgische“ Versuche über den leeren Raum. Reihe Ostwalds Klassiker, Bd. 59. Thun, Frankfurt/M. 1996, ISBN 3-8171-3059-7; Übers. von: Ottonis De Guericke Experimenta nova Magdeburgica de vacuo spatio, Waesberge, Amsterdam 1672.
- Otto von Guericke: Otto-von-Guericke-Gesamtausgabe. Stekovics, Halle a. d. Saale 2005, ISBN 3-89923-089-2; Bd.II/2/3/1: Otto von Guericke: Relationes Derer dem herren Bürgermeister Otto von Guericken, wegen gemeiner Stadt Magdeburgk, 18. Jahr nach ein ander, uffgetragenen undt anvertraueten 17 unterschiedenen, mehrentheils gar langwirigen, Verschickungen (1642 bis 1660). Translit. von Ditmar Schneider, Lat. Übers. Rudolf Engelhardt.
- Die Belagerung, Eroberung und Zerstörung der Stadt Magdeburg am 10./20. Mai 1631. Voigtländer, Leipzig 1912 (Digitalisat)